# Jorge Mendes

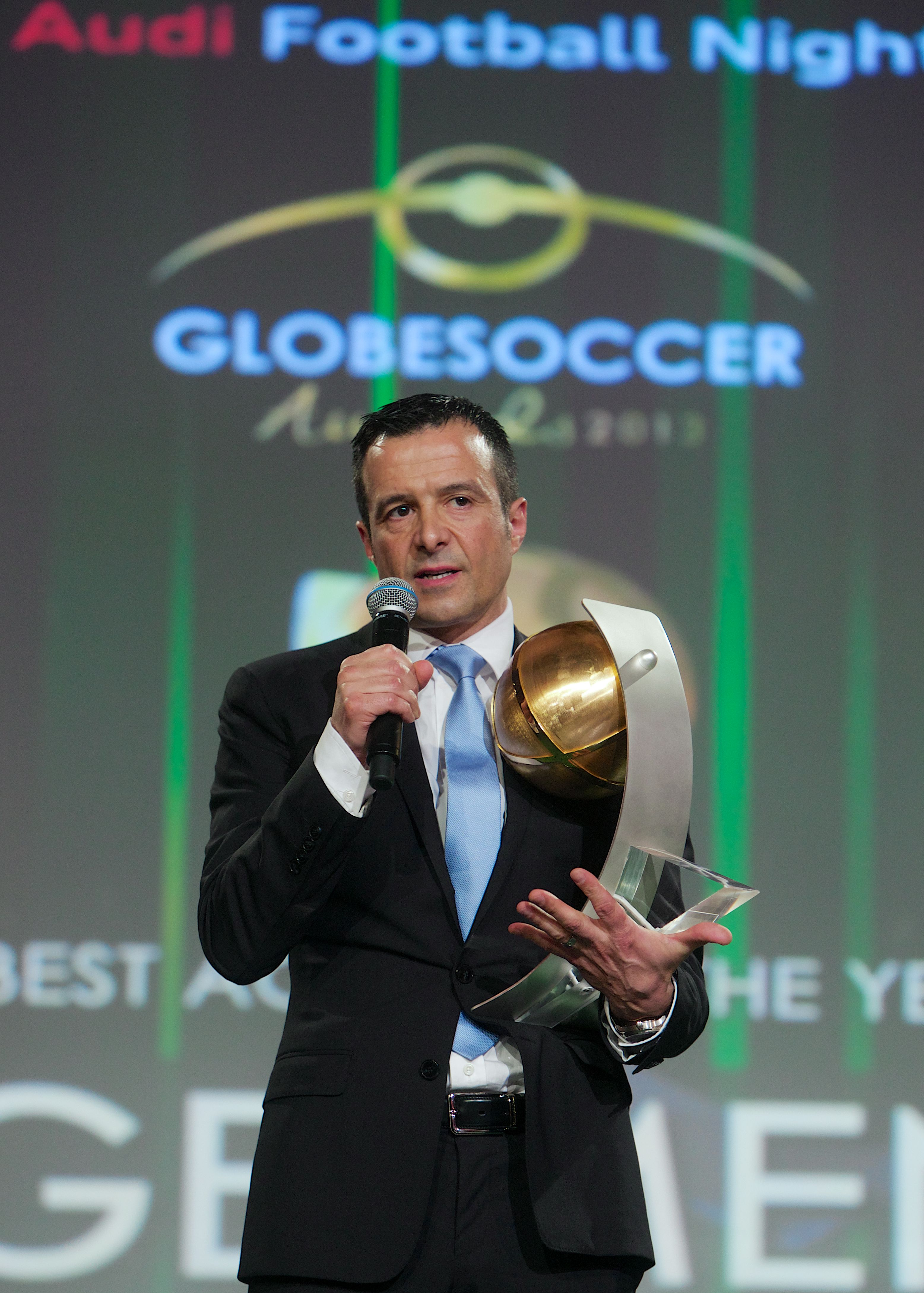
Jorge Mendes (2013)

Jorge Paulo Agostinho Mendes (* 7. Januar 1966 in Lissabon) ist ein portugiesischer Spielervermittler. Er ist Gründer und Eigentümer der Spieleragentur GestiFute mit Sitz in Porto und über den Portugiesischen Fußballverband bei der FIFA als offizieller Spielervermittler geführt. Es wird berichtet, dass Mendes Spielertransfers von inzwischen mehr als 1 Mrd. Pfund vermittelt hat und wird demnach als die mächtigste Figur weltweit in der Spielervermittlung beschrieben.
Mendes ist besonders auf dem portugiesischen und südamerikanischen Markt aktiv, wo er seit der Jahrtausendwende in Sachen Einfluss und Größe eine Alleinstellung innehat. Spieler und Trainer wie Diego Costa, Yacine Brahimi, José Mourinho, Luiz Felipe Scolari, Carlos Queiroz, Simão, Anderson, Fábio Coentrão, Pepe, Ángel Di María, Cristiano Ronaldo, Falcao, Ricardo Carvalho, Nani, Ricardo Quaresma, Burak Yılmaz, João Moutinho, James Rodríguez, David de Gea, João Félix und Víctor Valdés gehören zu seinem Kundenstamm. Mendes wird oft als „Super-Agent“ betitelt.

## Karriere
Mendes wollte eine eigene Fußballerkarriere starten, wurde aber mit Anfang 20 von einer Reihe portugiesischer Clubs zurückgewiesen. Stattdessen leitete er eine Videothek, arbeitete als DJ und eröffnete eine Bar mit Nachtclub in Caminha in Nordportugal. Dort traf er auch den befreundeten Torwart Nuno Espírito Santo und vermittelte ihn von Vitória Guimarães zum spanischen Erstligisten Deportivo La Coruña. Dies war sein erster großer Deal. Andere portugiesische und spanischen Fußballer begannen ihn im Nachtclub zu besuchen und Mendes begann ihre Transfers zu verhandeln.
Er gewann seit der erstmaligen Verleihung 2010 bis zum Jahr 2022 zehnmal die Trophäe des besten Agenten bei den vom internationalen Fußballforum Globe Soccer verliehenen Globe Soccer Award, woraufhin er im Jahr 2022 auch den Globe Soccer Award für den besten Agenten des Jahrhunderts erhielt. Insbesondere der Werdegang von Startrainer José Mourinho, der Mendes als besten Agenten der Welt bezeichnet, steht stellvertretend für den Erfolg des Beraters. Doch auch skrupellose Geschäftspraktiken und die Missachtung von Normen und Regeln im Beratergeschäft zum eigenen Vorteil und gegen die Interessen seiner Mitbewerber brachten Mendes die Bezeichnung des wohl mächtigsten Mannes im Fußball ein.
Laut Football-Leaks-Enthüllungen dirigieren Mendes und der frühere Manchester-United-Chef Peter Kenyon den Quality Sports Investments Fonds, der über Jahre an den Transferrechten von Fußball-Profis beteiligt war und besonders an den lukrativen Spielerverkäufen von Atlético Madrid partizipierte. 2014 und 2016 hieß das Champions-League-Finale Real gegen Atlético. Einige wichtige Real-Spieler beriet Mendes direkt, an einigen von Atlético verdiente er. Das neueste Modell des Portugiesen und seiner Beraterfirma GestiFute ist eine Art Rundum-Paket, bei dem Geschäftspartner oder Freunde von Mendes ganze Klubs aufkaufen und dann aus dem Portfolio des Agenten mit Spielern und Trainern versorgt werden. So passiert mit dem FC Valencia in Spanien oder den Wolverhampton Wanderers.

## Zitat
„Er ist der Mann, der Spieler schwindelerregend reich macht. Aber bei dem sie auch zu Zockern werden.“

## Anschuldigungen wegen Fremdbesitz
Die britische Zeitung The Guardian hat am 22. September 2014 eine Untersuchung über gewisse Aktivitäten von Jorge Mendes veröffentlicht, neben dem auch der Ex-Manchester-United- und FC-Chelsea-Geschäftsführer Peter Kenyon gegen das FIFA-Reglement, bezüglich Fremdbesitz (Transferrechte von Spielern bei Investoren) verstoßen und bei der Betreuung der Spieler somit Interessenkonflikte entstehen. Dabei handelt es sich um ein undurchsichtiges Geflecht von Fonds, die auf den Steueroasen Jersey und in Irland beheimatet und an Rechten an Spielern involviert sind. Aufgrund zahlreicher Kritik an solchen Investorenmodellen sind diese sog. „Third Party Ownership“ (Besitzanteile von Dritten an Spielern) seit Mai 2015 durch die FIFA verboten.